# Канчо-Роано
Канчо-Роано или Канчо-Руано (исп. Cancho Roano, Cancho Ruano) — археологический памятник на территории муниципалитета Саламеа-де-ла-Серена в провинции Бадахос (Испания). Находится в 3 км от г. Саламеа по направлению к Кинтана-де-ла-Серена, в небольшой долине у речки Каганча.
Представляет собой лучшее по сохранности из сооружений тартессийской цивилизации на Пиренейском полуострове. Сооружено не позднее VI века до н. э., в последующие века расширено и перестроено. Здание уникально как по своей конструкции, так и по обнаруженным близ него артефактам. Сооружение датируется около 550 года до н. э., а разрушение произошло не позднее 370 года до н. э. в результате пожара, либо случайного, либо ритуального.
Основной элемент здания, имеющий квадратное основание, ориентирован на восток, и был окружён глубоким рвом, наполненным водой; предположительно уровень воды оставался постоянным в течение всего года. Точное назначение здания неизвестно, однако, учитывая оборонительные сооружения — в частности, тот же ров — он мог быть дворцом-святилищем.
Раскопки под руководством Хуана Малукер де Мотес начались в 1978 году. Ввиду важности памятника он был причислен к Национальным монументам Испании в 1986 году. В настоящее время памятник открыт для посещения туристами, рядом с ним построен информационный центр, где они могут увидеть мультимедиапрезентацию и макет сооружения.
По своему внешнему виду памятник напоминает ближневосточный зиккурат, тогда как для западной Европы его конструкция необычна.